# Pablo Luna Carné (componist)
Pablo Luna Carné (Alhama de Aragón, 21 mei 1879 – Madrid, 28 januari 1942) was een Spaans componist.

## Levensloop
Zijn eerste muzieklessen solfège kreeg Luna Carné bij de organist van de parochiekerk in zijn geboorteplaats. Zijn vader Pablo Luna Ferrer, die een functie bij de Guardia Civil had, vertrok met zijn familie naar een stad aan de Ebro. Zijn zoon studeerde viool bij Teodoro Ballo en harmonie en compositie bij Miguel Arnaudas. Als violist trad hij op in hotels, cafés, bioscopen en kerken en met een klein kamerorkest ook in theaters.
In 1903 schreef hij zijn eerste zarzuela Lolilla, la Petenera en 1904 volgde La Escalera de los Duendes.
Hij huwde met de Catalaanse zangeres Dolores Montaña.
In 1905 vertrok hij naar Madrid om de wereld van de zarzuela beter kennen te leren en bijzonder met Ruperto Chapi y Lorenta, de tweede dirigent van het Teatro de la Zarzuela, met Tomás Barrera Saavedra de latere dirigent van het orkest, met Jerónimo Giménez y Bellido en andere. Zo werd hij ook met de librettist Luis Pascual Frutos bekend, die voor hem het libretto voor zijn operette Mussetta schreef, die in 1908 met succes in première ging. De operette werd gevolgd door een groot aantal andere toneelwerken.
In Zaragoza ging zijn zarzuela Molinos de viento op 11 maart 1911 met groot succes in première. In maart 1925 werd in Zaragoza ook een groot huldeconcert voor Luna Carné georganiseerd en hem werd de gouden medaille van de stad toegekend.
Hij schreef ook zelf libretto's onder het pseudoniem García Sandoval.

## Composities

### Werken voor orkest
- 1925 Una noche en Calatayud, suite-fantasía
- 1929 Fantasía sobre motivos de la zarzuela "La canción del Rhin"
- 1929 Arre borrico, jota
- ¡Arre borrico!, jota
- Es el pecado más horrible, Marcha de los cadetes uit "Los cadetes de la reina"
- Fantasia uit "La moza vieja"

### Werken voor banda (harmonieorkest)
- 1910 Pasodoble con cornetas sobre motivos de esta opereta "Molinos de viento"
- 1914 Un par al quiebro, pasodoble torero
- 1929 La chusma, pasodoble
- A la memoria de Mariano San Miguel, marcha fúnebre
- Ballesteros, paso-doble jota - tekst: Atanasio Melantuche
- Benamor
- Calista la Prestamista o El Chico de Buenavista Schotis
- Canto de Primavera
- Coro y Parranda uit "La moza de Campanilla"
- Damiselas y currutacos, marcha
- Danza del Fuego uit "Benamor"
- El caballero del guante rojo, marcha
- El niño judío
- Escena y zambra de la zarzuela "Sangre de reyes"
- Fado de la zarzuela "La canción del Rhin"
- Fantasía uit "Molinos de viento"
- Fantasía sobre motivos de la zarzuela "La mujer de su marido"
- Fantasía sobre motivos de la zarzuela "El patio de los naranjos"
- Fantasías de zarzuelas Selección nº 2
- Himno a la ciudadanía (para conmemorar el 13 de septiembre) - tekst: José Juan Cárdenas
- La Gata Encantanda
- Las siete en punto - "El desierto" : evocación
- La Venus de las pieles
- Las musas del Trianón, marcha
- Marcha de la Guardia Civil de la zarzuela "Socorro en Sierra Morena"
- Nocturno-preludio del segundo acto de la zarzuela "La ventera de Alcalá"
- Intermedio uit "La Pícara Molinera"
- Pamperita china, ranchera-vals
- Pasodoble de la revista "!Ris-Ras!"
- Quién te puso Petenera
- Sangre y arena, marcha
- Schotis del peatón de la revista "!Cómo están las mujeres!"
- Selección uit "El Asombro de Damasco"
- Selección uit "El niño judío"
- Selección uit "La gata encantada"
- Selección uit "Una noche en Calatayud"

### Muziektheater

#### Opera's
| Voltooid in | titel                                             | aktes       | première | libretto                         |
| ----------- | ------------------------------------------------- | ----------- | -------- | -------------------------------- |
| 1936        | Las siete en punto, reportaje de gran espectáculo | 2 bedrijven |          | Leandro Blanco en Alfonso Lapena |

#### Operettes
| Voltooid in | titel                    | aktes            | première                | libretto                                                  |
| ----------- | ------------------------ | ---------------- | ----------------------- | --------------------------------------------------------- |
| 1908        | Musseta                  |                  |                         | Luis Pascual Frutos                                       |
| 1909        | La Reina de los mercados | 1 akte           |                         | Guillermo Perrín en Miguel de Palacios Brugada            |
| 1910        | Molinos de viento        | 1 akte, 3 scènes | 1910, Sevilla           | Luis Pascual Frutos                                       |
| 1911        | La Canción húngara       |                  |                         |                                                           |
| 1912        | Canto de primavera       | 2 aktes          | Bilbao                  | Luis Pascual Frutos                                       |
| 1912        | Los Cadetes de la reina  | 1 akte           | 18 januari 1913, Madrid | Julián Moyrón                                             |
| 1916        | Jack                     | 3 aktes          |                         | Maxim Brody, Franz Martos en Emilio González del Castillo |
| 1916        | Sybill                   | 3 aktes          |                         | Maxim Brody, Franz Martos en Emilio González del Castillo |
| 1923        | Benamor - País del sol   | 3 aktes          | 12 mei 1923             | Antonio Paso, Ricardo González del Toro                   |

#### Zarzuela
| Voltooid in | titel                                                                 | aktes                        | première                                   | libretto |
| ----------- | --------------------------------------------------------------------- | ---------------------------- | ------------------------------------------ | --- |
| 1903        | Lolilla, la Petenera                                                  |                              |                                            | |
| 1904        | Escalera de los Duendes                                               |                              |                                            | |
| 1906        | La Corte de Júpiter (samen met: Eduardo Fuentes Parra)                |                              |                                            | |
| 1907        | La Gata encantada                                                     |                              |                                            | Ángel Arias Maceín                                                                                            |
| 1908        | Fuente Escondida                                                      |                              |                                            | |
| 1908        | La Fiesta del Carmen (samen met: Pedro Códoba)                        |                              |                                            | |
| 1909        | A.C.T., Que se va el tío (samen met: Tomás Barrera Saavedra)          |                              |                                            | |
| 1909        | El Club de las solteras (samen met: Luis Foglietti)                   | 1 akte                       |                                            | Pascual Frutos, Manuel Fernández de la Puente                                                                 |
| 1909        | Oro y sangre                                                          |                              |                                            | |
| 1909        | Salón moderno                                                         |                              |                                            | |
| 1909        | Las Lindas perras (samen met: Rafael Calleja Gómez)                   |                              |                                            | |
| 1910        | ¡Llevar la derecha!                                                   | 1 akte                       | 21 juni 1910 ?, Royal Kursaal              | José Aguado Pérez                                                                                             |
| 1910        | Huelga de criadas (samen met: Luis Foglietti)                         |                              |                                            | Luis Foglietti                                                                                                |
| 1910        | Vida de príncipe (samen met: Luis Foglietti)                          | 1 akte                       |                                            | Antonio López Monís en Ramón Asensio Más                                                                      |
| 1911        | El paraguas del abuelo (samen met: Tomás Barrera Saavedra)            | 1 akte                       | 22 november 1911, Madrid, Gran Teatro      | Guillermo Perrín en Miguel de Palacios Brugada                                                                |
| 1911        | El Dirigible (samen met: Arturo Escobar)                              |                              |                                            | |
| 1911        | Las Hijas de Lemnos                                                   |                              |                                            | |
| 1911        | Sangre y arena (samen met: Pascual Marquina Narro)                    | 1 akte, 4 scènes             |                                            | Vicente Blasco Ibáñez, Gonzalo Jover en Emilio Gónzalez del Castillo naar een novel van Vicente Blasco Ibáñez |
| 1911        | La Romerito (samen met: Rafael Calleja Gómez)                         |                              |                                            | |
| 1912        | Las Malas pulgas (samen met: San Nicolás)                             |                              |                                            | |
| 1912        | La Mujer de su marido                                                 |                              |                                            | |
| 1913        | La alegría del amor                                                   | 1 acte, 6 scènes             | 24 mei 1913, Madrid, Teatro de Apolo       | Ramón Asensio Más en José Juan Cadenas Muñoz                                                                  |
| 1913        | Los Cuatro gatos (samen met: Arturo Lapuerta)                         |                              |                                            | |
| 1913        | La Cucaña de Solarillo                                                |                              |                                            | |
| 1913        | La Gloria del vencido (samen met: Marcelino Amenazavas)               |                              |                                            | |
| 1914        | La Corte de Risalia                                                   |                              |                                            | |
| 1914        | El Rey del mundo                                                      | 1 akte                       |                                            | José Maria Martín de Eugenio                                                                                  |
| 1915        | La Boda de Cayetana ó Una tarde en Amaniel                            | 3 scènes                     | 28 april 1915, Madrid, Teatro de Apolo     | Antonio Asenjo, Ángel Torres del Álamo                                                                        |
| 1915        | La Sultana (samen met: Arturo Lapuerta)                               |                              |                                            | |
| 1915        | Amores de aldea (samen met: Reveriano Soutullo Otero)                 | 2 aktes                      |                                            | Francisco García Pacheco, Juan Gómez Renovales                                                                |
| 1916        | El Asombro de Damasco                                                 | 2 aktes                      | 20 september 1916, Madrid, Teatro de Apolo | Antonio Paso Cano en Joaquín Abati, gebaseerd op een verhaal "Las mil y una noches"                           |
| 1916        | El Patio de los naranjos                                              | 1 akte                       |                                            | Julio Pellicer y López en José Fernández del Villar                                                           |
| 1917        | La Casa de enfrente                                                   | 1 akte                       | 20 maart 1917, Madrid, Teatro de Apolo     | Serafín Álvarez Quintero en Joaquín Álvarez Quintero                                                          |
| 1917        | Los Patineros (samen met: Luis Foglietti)                             |                              |                                            | |
| 1917        | Los Postineros (samen met: Luis Foglietti)                            |                              |                                            | |
| 1918        | El Aduar                                                              |                              |                                            | |
| 1918        | Los Calabreses                                                        |                              | 19 oktober 1918                            | Emilio González del Castillo, José Jackson Veyán                                                              |
| 1918        | La Mujer artificial o la receta del doctor Miró                       | 3 aktes                      |                                            | Carlos Arniches en Joaquín Abati                                                                              |
| 1918        | El niño judío                                                         | 2 aktes, 4 taferelen         | 5 februari 1918, Madrid, Teatro de Apolo   | Enrique García Alvarez en Antonio Paso                                                                        |
| 1918        | Trini la clavellina                                                   |                              |                                            | |
| 1919        | La Mecanógrafa                                                        |                              |                                            | Manuel Fernández de la Fuente                                                                                 |
| 1919        | Muñecos de trapo                                                      | 2 aktes                      |                                            | Antonio Paso                                                                                                  |
| 1919        | Pancho Virondo                                                        |                              |                                            | |
| 1920        | El suspiro del moro (samen met: Eduardo Fuentes Parra)                | 1 akte                       |                                            | Antonio López Monís en Juan López Núñez                                                                       |
| 1921        | Los Papiros                                                           | 3 aktes                      |                                            | Serafín Álvarez Quintero en Joaquín Álvarez Quintero                                                          |
| 1921        | El Paraguas del abuelo (samen met: Tomás Barrera Saavedra)            |                              |                                            | |
| 1921        | El Sinvergüenza en Palacio (samen met: Amadeo Vives)                  |                              |                                            | |
| 1921        | La Tierra de Carmen                                                   |                              |                                            | |
| 1921        | La Flor del camino                                                    |                              |                                            | |
| 1921        | Su Alteza, se casa                                                    |                              |                                            | |
| 1922        | El Apuro de Pura                                                      | 1 akte                       |                                            | Antonio Paso                                                                                                  |
| 1922        | Los Apuros de Pura                                                    |                              |                                            | |
| 1922        | Los Dragones de París                                                 | 1 akte                       |                                            | José María Castellví Marimón, Armando Oliveros                                                                |
| 1923        | La Moza de campanillas                                                |                              |                                            | |
| 1924        | Calista la prestamista o El Chico de Buenavista Schotis               | 1 akte                       |                                            | Enrique García Álvarez, Fernando Luque                                                                        |
| 1924        | La Joven Turquía                                                      | 2 aktes                      |                                            | Emilio González del Castillo, Ceferino Palencia                                                               |
| 1924        | La Rosa de fuego                                                      |                              |                                            | |
| 1925        | La Paz del molino                                                     |                              |                                            | |
| 1925        | Sangre de Reyes (samen met: Francisco Balaguer Muriel)                | 2 aktes                      |                                            | Ángel Torres del Álamo en Antonio Asenjo Pérez Campos naar de komedie "Rocío la canastera"                    |
| 1925        | Los ojos con que me miras                                             | 1 akte                       |                                            | Antonio Paso, Ricardo González del Toro                                                                       |
| 1925        | El Tropiezo de la Nati                                                | 2 aktes                      |                                            | Carlos Arniches, Antonio Estremera                                                                            |
| 1925        | Las Espigas (samen met: Enrique Bru)                                  | 2 aktes                      |                                            | Enrique Paradas, Joaquín Jiménez                                                                              |
| 1926        | Las Mujeres son así                                                   | 2 aktes                      |                                            | Ricardo González del Toro, Antonio Paso                                                                       |
| 1926        | La Pastorela (Canto a Castilla) (samen met: Frederico Moreno Torroba) | 3 aktes                      |                                            | Fernando Luque en Enrique Calonge                                                                             |
| 1926        | Dios salve al rey                                                     |                              |                                            | Jaime Firmat Noguera, Emilio González del Castillo, A. Mundet Álvarez                                         |
| 1927        | El Fumadero (samen met: Federico Moreno Torroba)                      | 1 akte                       |                                            | Fernando Luque, Francisco de Torres                                                                           |
| 1927        | Roxana, la cortesana (Fox del perdón)                                 |                              |                                            | Ángel Torres del Álamo, Antonio Asenjo                                                                        |
| 1927        | El Tiro de pichón                                                     |                              |                                            | |
| 1928        | La Chula de Pontevedra (samen met: Enrique Bru)                       | 2 aktes, proloog en 4 scènes |                                            | Enrique Paradas en Jesús Giménez Izquierdo                                                                    |
| 1928        | La Manola del Portillo (samen met: Federico Moreno Torroba)           |                              |                                            | |
| 1928        | La Pícara molinera                                                    | 3 aktes                      | 29 december 1928, Zaragoza                 | Ángel Torres del Álamo en Antonio Asenjo                                                                      |
| 1929        | El Antojo                                                             | 2 aktes                      |                                            | Antonio Paso, Tomás Borrás                                                                                    |
| 1929        | El Caballero del guante rojo                                          | 2 aktes                      |                                            | José Pérez López, Emilio González del Castillo                                                                |
| 1929        | La Moza vieja                                                         | 2 aktes                      |                                            | Federico Romero en Guillermo Fernández Shaw                                                                   |
| 1929        | La Ventera de Alcalá (samen met: Rafael Calleja Gómez)                |                              |                                            | |
| 1931        | Currito de la Cruz                                                    |                              |                                            | |
| 1931        | Morena y sevillana                                                    |                              |                                            | |
| 1932        | ¡Cómo están las mujeres!                                              | 2 aktes                      |                                            | Francisco García Loygorri                                                                                     |
| 1932        | ¡¡Toma del frasco!!                                                   | 2 aktes                      |                                            | José Silva Aramburu, Enrique Paso                                                                             |
| 1934        | Los Inseparables                                                      | 1 akte                       |                                            | Leandro Blanco en Alfonso Lapena                                                                              |
| 1934        | Las Peponas                                                           |                              |                                            | |
| 1935        | Las Ansiosas (samen met: José Ruiz de Azagra)                         |                              |                                            | |
| 1935        | La Colasa del Pavón                                                   |                              |                                            | |
| 1935        | Al Cantar el gallo                                                    |                              |                                            | |
| 1936        | La sal por arrobas (samen met: Jacinto Guerrero)                      | 2 aktes                      |                                            | Antonio Paso                                                                                                  |
| 1939        | Cocktail                                                              |                              |                                            | |
| 1939        | Una copla hecha mujer                                                 |                              |                                            | |
| 1941        | Las Calatravas                                                        | 3 aktes                      | 12 september 1941                          | Federico Romero en José Tellaeche                                                                             |
| 1944        | Pilar de la victoria (samen met: Julio Gómez)                         |                              |                                            | |
|             | La Boda de Antón (samen met: Emilio Acevedo)                          |                              |                                            | |
|             | Flor de Zelanda                                                       |                              |                                            | |
|             | La Rabalera                                                           |                              |                                            | |

#### Balletten
| Voltooid in | titel             | aktes             | première | libretto                                  | choreografie |
| ----------- | ----------------- | ----------------- | -------- | ----------------------------------------- | ------------ |
| 1916        | El sapo enamorado | proloog en 1 akte |          | gebaseerd op een verhaal van Tomás Borrás | José Zamora  |

#### Revistas
- ¡Ris-ras!, (samen met: Manuel Penella Moreno) - libretto: Francisco de Torres, Antonio Paso

### Werken voor koren
- "Coro de legionarios" uit de zarzuela "La flor del camino", voor gemengd koor

### Vocale muziek
- 1905 El mar por medio, canción argentina voor zangstem en piano
- 1920 Himno del excursionista, voor zangstem en piano - tekst: Ricardo Luna
- 1920 Es mentira, voor zangstem en piano - tekst: Armando Oliveros
- 1921 El color de tus ojos, lied voor zangstem en piano - tekst: Armando Oliveros
- 1931 Es el pecado más horrible, Marcha de los cadetes voor bariton en orkest
- 1936 La pastorela Canto a Castilla, voor bariton en orkest
- 1939 Plegaria a la Virgen del Pilar, voor tenor en piano

### Kamermuziek
- Pasacalle de la zarzuela "La chula de Pontevedra", voor piano, saxofoon, trompet, viool, cello, contrabas
- Sangre de reyes, voor piano, 2 violen, altviool, cello en contrabas

### Werken voor piano
- 1900 Bobadilla, one-step
- 1910 Valse lente uit de operette "Molinos de viento"
- 1921 Nelson keys, fox-trot
- 1929 El antojo Schotis
- 1929 Caireles y más Caireles, zambra
- Pasodoble de los clavelitos uit de zarzuela "¡Cómo están las mujeres!"
- Una noche en Calatayud, poema sinfónico